# Lespedeza neglecta
Lespedeza neglecta là một loài thực vật có hoa trong họ Đậu. Loài này được (Britton) Mack. & Bush miêu tả khoa học đầu tiên năm 1902.